# Revolutionary Suicide
Revolutionary Suicide és una autobiografia escrita per Huey P. Newton, cofundador i dirigent del Partit de les Panteres Negres (BPP). Newton, ideòleg i estrateg del BPP, va aprendre a llegir durant el seu últim any d'institut, fet que va menar-lo a inscriure's al Merrit College d'Oakland el 1966; el mateix any va formar el Partit de les Panteres Negres per a l'Autodefensa. El BPP va instar als membres de la comunitat negra a desafiar l'statu quo amb patrulles armades pels carrers empobrits d'Oakland, i a formar coalicions amb altre grups socials oprimits. El partit es va estendre a través d'Amèrica i internacionalment, formant aliances amb organitzacions vietnamites, xineses i cubanes.
El llibre fou reeditat per Penguin Books i inclou una introducció de la vídua de Huey, Fredrika Newton. Jim Jones va utilitzar el terme «suïcidi revolucionari» mentre instava els seus seguidors per cometre un suïcidi massiu a Jonestown.